# Criptòpids
Els criptòpids (Cryptopidae) constitueixen una família de quilòpodes escolopendromorfs. Els criptòpids són cecs (no tenen ocels) i els adults presenten 21 parells de potes. El gènere Cryptops és el més especiós de la família, conté unes 150 espècies distribuïdes a tot el món.

## Classificació
Es coneixen quatre gènere i almenys 184 espècies:
- Cryptops Leach, 1815
- Paracryptops Pocock, 1891
- Tonkinodentus Schileyko, 1992
- Trigonocryptops Verhoeff, 1906

Els gèneres Plutonium i Theatops, en un principi classificats dins la subfamília Plutoniuminae ara es classifiquen dins la família Plutoniumidae.